# Hippospongia multicia
Hippospongia multicia är en svampdjursart som beskrevs av Hooper och Wiedenmayer 1994. Hippospongia multicia ingår i släktet Hippospongia och familjen Spongiidae.
Artens utbredningsområde är havet kring Australien. Inga underarter finns listade i Catalogue of Life.